# Mistrovství Evropy v zápasu ve volném stylu 1992
Mistrovství Evropy v zápasu ve volném stylu mužů proběhl v Kaposváru (Maďarsko).

## Muži
| Kategorie | Zlato                 | Stříbro               | Bronz              |
| --------- | --------------------- | --------------------- | ------------------ |
| 48 kg     | Romică Rașovan        | Vugar Orudžov         | Reiner Heugabel    |
| 52 kg     | Ivan Conov            | Constantin Corduneanu | Ahmet Orel         |
| 57 kg     | Bagautdin Umajanov    | Remzi Musaoğlu        | Rumen Pavlov       |
| 62 kg     | Giovanni Schillaci    | Rosen Vasilev         | İsmail Faikoğlu    |
| 68 kg     | Georg Schwabenland    | Boris Budajev         | Valentin Gecov     |
| 74 kg     | Magomedsalam Gadžijev | Valentin Želev        | Krzysztof Walencik |
| 82 kg     | Sebahattin Öztürk     | László Dvorák         | Rustem Kelejsajev  |
| 90 kg     | Macharbek Chadarcev   | Gábor Tóth            | Kenan Şimşek       |
| 100 kg    | Leri Chabelovi        | Heiko Balz            | Ali Kayalı         |
| 130 kg    | Andreas Schröder      | Mahmut Demir          | Kiril Barbutov     |